# ロールス・ロイス・ドーン
ドーン（Dawn ）は、イギリスの自動車メーカーであるロールス・ロイス・モーター・カーズが製造・販売するオープンカーである。

## 初代 (2015年-)
2015年9月8日に発表された。エンジンはBMWの開発した最大出力570psを発揮する、排気量6.6 LのV12ツインターボエンジンが搭載される。
2017年6月29日には、高性能バージョンのブラックバッジが追加された。最高出力は593ps、ディスクブレーキは直径20インチから21インチへとグレードアップする。

### 日本での販売
2016年1月21日、日本市場での予約注文受付が開始された。日本市場での価格は3740万円から。
2017年6月29日、「ブラック・バッジ・ドーン」をアジアプレミアした。日本市場での価格は4370万円から。
2017年12月20日、特別仕様車「ベイサイド ドーン」が発表された。価格は4347万円から。

### ビスポーク
「ブラックバッジ」シリーズは、全車受注生産である。もともとロールス・ロイス製の自動車自体が受注生産品ではあるが、基本モデルに変更はない（基本的にはエクステリアのみ）。
しかしながら、ブラックバッジシリーズはエンジン能力の向上などにより、基本モデルをさらにチューニングしているため、完全受注生産となる。

### 各仕様
| 車名             | Dawn                           |
| ---------------- | ------------------------------ |
| 乗車定員         | 4名                            |
| ホイールベース   | 3,110 mm                       |
| エンジンタイプ   | 60°V型12気筒 / 48バルブ        |
| 最高出力         | 420 kW (571 PS) @ 5,000 rpm    |
| 駆動形式         | 後輪駆動                       |
| 全長／全幅／全高 | 5,295 mm / 1,945 mm / 1,500 mm |
| 最高速度         | 250 km/h                       |
| ハンドル         | 左 / 右                        |
| タイヤ           | 前：255/45 R20 101Y            |
|                  | 後：285/40 R20 104Y            |
| 排気量           | 6,591 cc                       |
| 最大トルク       | 820 Nm @ 1,600 - 4,750 rpm     |
| ミッション形式   | 電子制御8速AT                  |
| 車両（乾燥）重量 | 2,640 kg                       |
| 0-100km/h        | 5 秒                           |
| 燃費             | 2.6km/L (10-15モード)          |

| 車名             | BLACK BADGE DAWN               |
| ---------------- | ------------------------------ |
| 乗車定員         | 4名                            |
| ホイールベース   | 3,110 mm                       |
| エンジンタイプ   | 60°V型12気筒 / 48バルブ        |
| 最高出力         | 422 kW(593 PS) @ 5,250 rpm     |
| 駆動形式         | 後輪駆動                       |
| 全長／全幅／全高 | 5,295 mm / 1,945 mm / 1,500 mm |
| 最高速度         | 250 km/h                       |
| ハンドル         | 左 / 右                        |
| タイヤ           | 前：255/40 R21 102Y            |
|                  | 後：285/35 R21 105Y            |
| 排気量           | 6,591 cc                       |
| 最大トルク       | 840 Nm @ 1,650 - 4,750 rpm     |
| ミッション形式   | 電子制御8速AT                  |
| 車両(乾燥)重量   | 2,640 kg                       |
| 0-100km/h        | 4.9 秒                         |
| 燃費             | 2.5km/L (10-15モード)          |

### エンジン
BMW社の開発したN74B66エンジンを、ロールス・ロイス仕様に改良したエンジンを搭載。基本改良点はツインターボ化を基本として、エキゾーストサウンド、トルクアップなどが行われている。